# Anne-Cathrine Riebnitzsky
Anne-Cathrine Riebnitzsky (født 7. februar 1974 i Svendborg), er en dansk forfatter, officer og foredragsholder. Vinder af De Gyldne Laurbær. Hendes bøger skildrer krig, kulturmøder og menneskeskæbner, ofte inspireret af sine egne oplevelser som soldat og rådgiver i Afghanistan. Romanerne kombinerer poetisk sprog med barske fortællinger og stærke temaer. 
Riebnitzsky er født og opvokset på Fyn, og blev i 1998 uddannet fra Forfatterskolen i København. Herefter gik hun ind i hæren, hvor hun uddannede sig som sprogofficer i russisk. Hun arbejdede bl.a. ved ambassaden i Moskva inden hun i 2007 blev udsendt til Afghanistan først som soldat, siden som rådgiver for udenrigsministeriet.
I 2006 debuterede hun med syv erotiske noveller i antologien ”Kys nr. …”. Antologien er redigeret af den litterære gruppe NYord, som Riebnitzsky selv var medlem af.
Riebnitzskys første bog, biografien ”Kvindernes krig – En dansk soldats møde med Afghanistans kvinder” (2010), beskriver hendes personlige erfaringer som udsendt kaptajn i CIMIC, enheden i det danske forsvar der varetager samarbejdet mellem de internationale styrker og lokalbefolkningen. I biografien fortæller hun om tiden fra hun i august 2007 forberedte sin afrejse, til hun i april 2009 vendte tilbage til Danmark.
I 2012 udgav hun "Den stjålne vej", der sætter fokus på voldtægt af drenge i Afghanistan.
I 2013 udgav hun romanen Forbandede Yngel. Romanen skildrer fire søskendes opvækst på landet med en maniodepressiv mor og en voldelig far. Riebnitzsky modtog den 23. januar 2014 litteraturprisen De Gyldne Laurbær for romanen.
Hendes roman Tempel fra 2024 handler om tiden umiddelbart før og efter Jesu fødsel. I Weekendavisens anmeldelse står der: ”Anne-Cathrine Riebnitzsky har med sin nye roman Tempel forvandlet historien om frelserens fødsel til en art geopolitisk og historisk fiktion, og det kommer der en oplysende og også fint medrivende læseoplevelse ud af.”
Privat er hun bosiddende i Veksø og gift med chefen for Den Kongelige Livgarde oberst Hans Christian Mads Rahbek.

## Priser og anerkendelser
- Nominering til Weekendavisens Litteraturpris, 2010
- Bogforums debutantpris, 2012.
- Nominering til DR Romanprisen, 2013
- Politikens romankonkurrence, 2013.
- De Gyldne Laurbær, 2013.
- Otto B. Lindhardt Prisen, 2023.

For sit arbejde med undertrykte kvinder i den krigshærgede Helmand-provins modtog Riebnitsky i 2010 Anders Lassen-legatet af Kronprins Frederik for ”sit eksemplariske arbejde til stor gavn for den demokratiske udvikling i Helmand-provinsen.”